# Josef Jäger (Politiker)
Josef Jäger (* 1. Dezember 1852 in Säckingen; † 19. Juli 1927 in Baden) war ein Schweizer Lehrer, Journalist und Politiker (DP und FDP). Von 1896 bis 1905 sowie von 1911 bis 1925 vertrat er den Kanton Aargau im Nationalrat. Ausserdem war er von 1910 bis 1927 Stadtammann von Baden. Aufgrund parteiinterner Differenzen führte er von 1905 bis 1912 die Rheinkreispartei an, eine Abspaltung von der Aargauer FDP.

## Biografie
Jägers Vater, der aus Herznach stammte, war Teilhaber einer Bandweberei in Säckingen, später technischer Leiter einer Weberei in Badisch Laufenburg. Sohn Josef absolvierte die Bezirksschule im aargauischen Laufenburg, später liess er sich am Lehrerseminar Wettingen zum Lehrer ausbilden. Anschliessend studierte er Germanistik und Nationalökonomie an den Universitäten von Zürich, Tübingen und Genf. 1874 unterrichtete er Deutsch und Geschichte an der Bezirksschule in Schinznach. 1875 wechselte er an die Bezirksschule in Baden, wo er die nächsten zehn Jahre als Deutsch- und Französischlehrer tätig war (bis 1884 auch als Rektor). 1884 gründete Jäger zusammen mit Arnold Künzli die Zeitung Schweizerische Freie Presse und war von 1885 bis 1910 deren Redaktor.
Als Mitglied der Demokratischen Partei sass Jäger 1884/85 im Verfassungsrat, der eine neue Aargauer Kantonsverfassung ausarbeitete. 1885 folgte die Wahl in den Grossen Rat. Im Kantonsparlament, das er 1914/15 präsidierte, setzte er sich in besonderem Masse für das Bildungswesen, die Kleinbauern und die Arbeiterschaft ein. Ebenso forderte er die Umwandlung der gemischtwirtschaftlichen Aargauer Bank in die staatliche Aargauische Kantonalbank – ein Anliegen, das 1913 verwirklicht wurde. Jäger war auch auf lokaler Ebene politisch aktiv: 1902 wurde er in den Stadtrat von Baden gewählt, 1910 folgte die Wahl zum Stadtammann. Während seiner Amtszeit entwickelte sich Baden von einem ruhigen Kurort zu einer Industriestadt, was die Planung und Umsetzung zahlreicher Infrastrukturmassnahmen erforderlich machte.
Nachdem im Aargau die Demokraten mit den Freisinnigen zur FDP fusioniert hatten, gehörte Jäger zum linken Flügel. 1893 kandidierte er im Wahlkreis Aargau-Nord (auch Rheinkreis genannt), schaffte die Wahl in den Nationalrat aber noch nicht. Erfolgreich war er hingegen bei den Nationalratswahlen 1896. Auf Bundesebene setzte er sich vor allem für die Rechtsvereinheitlichung in der Schweiz (Zivilgesetzbuch), die Gründung der Nationalbank sowie für eine Kranken- und Unfallversicherung ein. Parteiintern war Jäger mit seiner sozialliberal geprägten Politik umstritten. Nachdem ihm 1902 die Wiederwahl nur mit der Unterstützung des Grütlivereins gelungen war, wurde er 1905 abgewählt. Daraufhin spalteten sich die Freisinnigen des Rheinkreises von der Kantonalpartei ab und bildeten unter Jägers Führung die Rheinkreispartei, die für kulturellen und sozialen Fortschritt eintrat. Mit diesem Programm gelang ihm 1911 erneut die Wahl in den Nationalrat.
1912 versöhnten sich die Dissidenten mit der Aargauer FDP und schlossen sich ihr wieder an, da fast alle ihre Positionen im neuen Parteiprogramm berücksichtigt wurden. Jäger war nun weitgehend unbestritten und schaffte fünf weitere Male die Wiederwahl als Nationalrat. Ab 1914 gehörte er dem Verwaltungsrat der Nordostschweizerischen Kraftwerke an. Gegen Ende des Ersten Weltkriegs organisierte er Hilfslieferungen für notleidende Kinder in Wien und Ungarn, unter seiner Leitung führte die Stadt Baden nach Kriegsende eine Hilfsaktion für Tuttlingen durch. 1920 erhielt Jäger das Ehrenbürgerrecht von Baden, bis zu seinem Tod blieb er Stadtammann.